# Grand Prix automobile d'Espagne 1934

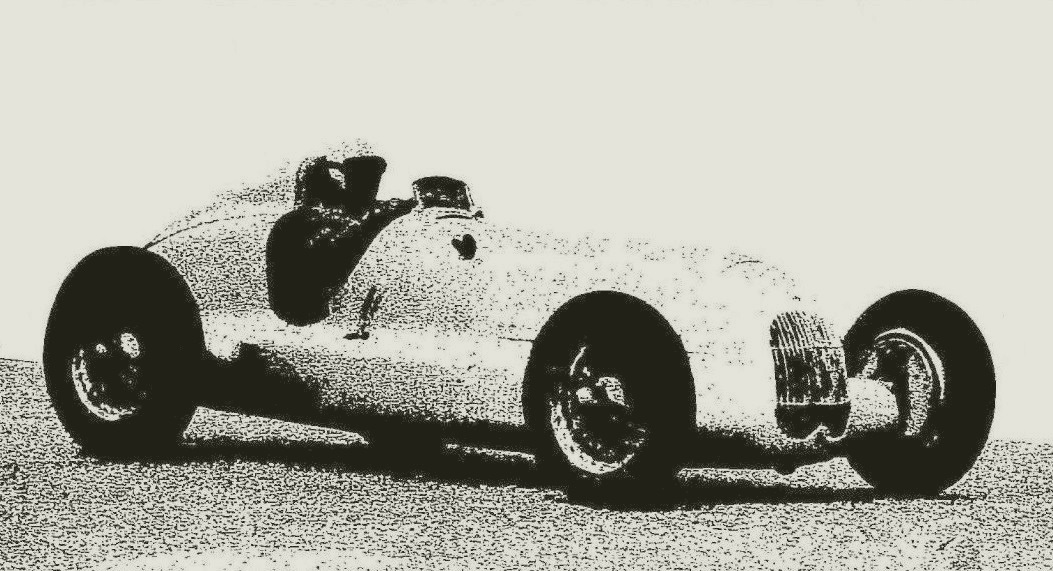
Luigi Fagioli, vainqueur du Grand Prix d'Espagne en 1934 à Lasarte, Saint-Sébastien, sur Mercedes-Benz W25.

Le Grand Prix automobile d'Espagne 1934 est un Grand Prix qui s'est tenu sur le circuit de Lasarte le 23 septembre 1934.

## Grille de départ
| 1re ligne | Pos. 1                   |                       | Pos. 2          |                    | Pos. 3             |
| --------- | ------------------------ | --------------------- | --------------- | ------------------ | ------------------ |
|           | Caracciola Mercedes-Benz |                       | Wimille Bugatti |                    | Stuck Auto Union   |
| 2e ligne  |                          | Pos. 4                |                 | Pos. 5             |                    |
|           |                          | Varzi Alfa Romeo      |                 | Soffietti Maserati |                    |
| 3e ligne  | Pos. 6                   |                       | Pos. 7          |                    | Pos. 8             |
|           | Nuvolari Bugatti         |                       | Dreyfus Bugatti |                    | Chiron Alfa Romeo  |
| 4e ligne  |                          | Pos. 9                |                 | Pos. 10            |                    |
|           |                          | Fagioli Mercedes-Benz |                 | Lehoux Maserati    |                    |
| 5e ligne  | Pos. 11                  |                       | Pos. 12         |                    | Pos. 13            |
|           | Zu Leiningen Auto Union  |                       | Brunet Maserati |                    | Falchetto Maserati |
| 6e ligne  |                          | Pos. 14               |                 |                    |                    |
|           |                          | Brivio Bugatti        |                 |                    |                    |

## Classement de la course
| Pos | no | Pilote               | Écurie               | Châssis            | Tours  | Temps/Abandon             | Grille |
| --- | -- | -------------------- | -------------------- | ------------------ | ------ | ------------------------- | ------ |
| 1   | 18 | Luigi Fagioli        | Daimler-Benz AG      | Mercedes-Benz W25  | 30     | 3 h 19 min 41 s 6         | 9      |
| 2   | 2  | Rudolf Caracciola    | Daimler-Benz AG      | Mercedes-Benz W25  | 30     | + 42 s 8                  | 1      |
| 3   | 12 | Tazio Nuvolari       | Bugatti              | Bugatti T59        | 30     | + 1 min 7 s 4             | 6      |
| 4   | 22 | Hermann zu Leiningen | Auto Union           | Auto Union Type A  | 30     | + 1 min 22 s 4            | 11     |
| 4   | 22 | Hans Stuck           | Auto Union           | Auto Union Type A  | 30     | + 1 min 22 s 4            | 11     |
| 5   | 8  | Achille Varzi        | Scuderia Ferrari     | Alfa Romeo Tipo B  | 30     | + 2 min 8 s 5             | 4      |
| 6   | 4  | Jean-Pierre Wimille  | Bugatti              | Bugatti T59        | 30     | + 6 min 41 s 2            | 2      |
| 7   | 14 | René Dreyfus         | Bugatti              | Bugatti T59        | 29     | + 1 tour                  | 7      |
| 8   | 20 | Marcel Lehoux        | Whitney Straight Ltd | Maserati 8CM       | 29     | + 1 tour                  | 10     |
| 9   | 10 | Luigi Soffietti      | Scuderia Siena       | Maserati 8CM       | 29     | + 1 tour                  | 5      |
| 10  | 16 | Louis Chiron         | Scuderia Ferrari     | Alfa Romeo Tipo B  | 29/28? | + 1/2 tour?               | 8      |
| 10  | 16 | Gianfranco Comotti   | Scuderia Ferrari     | Alfa Romeo Tipo B  | 29/28? | + 1/2 tour?               | 8      |
| 11  | 28 | Antonio Brivio       | Bugatti              | Bugatti T59        | 28     | + 2 tours                 | 14     |
| Abd | 24 | Robert Brunet        | Écurie Braillard     | Maserati 8CM       | 25     | Accident                  | 12     |
| Abd | 26 | Benoît Falchetto     | Écurie Braillard     | Maserati 8CM       | 23     |                           | 13     |
| Abd | 6  | Hans Stuck           | Auto Union           | Auto Union Type A  | 3      | Tuyau d'huile             | 3      |
| Np  | 22 | Tazio Nuvolari       | Auto Union           | Auto Union Type A  |        | Essais seulement          |        |
| Np  | 30 | Eugen Bjørnstad      | Privé                | Alfa Romeo Monza   |        | Voiture trop lourde       |        |
| Np  |    | Ernst Jakob Henne    | Daimler-Benz AG      | Mercedes-Benz W25A |        | Pilote de réserve, essais |        |

- Légende: Abd.=Abandon ; Np.=Non partant.

## Pole position & Record du tour
- Pole position : Jean-Pierre Wimille.
- Tour le plus rapide : Achille Varzi en 5 min 58 s 0.